# Ubisoft Singapour
Ubisoft Singapour est un studio de développement de jeux vidéo situé à Singapour. Le studio a été fondé en juillet 2008 dans le but de créer des jeux sur consoles et portables.

## Histoire
Ubisoft Singapour est un studio de développement basé à Singapour créé en 2008 par la société française de jeux vidéo Ubisoft. Le studio a été fondé par une petite équipe qui travaillait au siège parisien de l'entreprise. Ils avaient pour objectif de lancer un réseau de production de jeux en Asie du Sud-Est. Le studio est situé à Fusionopolis, un complexe de recherche et développement dans le quartier un-nord.
L'ouverture de Singapour aux affaires internationales, la disponibilité de personnel formé au développement de logiciels et la popularité des marchés émergents des jeux gratuits et mobiles en Asie ont été des facteurs clés dans la décision d'Ubisoft d'ouvrir un studio dans le pays. Le studio travaille en étroite collaboration avec le campus international de DigiPen à Singapour sur un programme visant à favoriser les talents locaux pour le développement de jeux vidéo. Ubisoft Singapour fonctionne avec plusieurs équipes travaillant simultanément sur différents projets.
En 2017, le studio était toujours dirigé par son équipe de direction initiale et comptait plus de 300 employés. Les anciens membres du studio ont établi d'autres opérations d'Ubisoft en Asie du Sud-Est, notamment Ubisoft Philippines et Ubisoft Chengdu. En juillet 2018, le studio employait 350 personnes dirigées par Hugues Ricour, directeur général d'Ubisoft Singapour et du studio sœur Ubisoft Philippines.
Ubisoft Singapour était l'un des nombreux studios (comme Ubisoft Toronto) qui ont été inclus dans les rapports plus larges sur le harcèlement sexuel et la discrimination au sein de l'ensemble d'Ubisoft à partir de 2020 ; Ricour a démissionné de son poste de directeur général dans le cadre des examens internes d'Ubisoft à la suite de ces allégations, mais est resté dans le studio en novembre 2020. Il a été remplacé par Darryl Long. À la suite d'un rapport de Kotaku de juillet 2021 concernant le harcèlement sexuel et la discrimination sur le lieu de travail au sein du studio, L'Alliance tripartite de Singapour pour des pratiques d'emploi équitables et progressistes (TAFEP) a lancé sa propre enquête sur le studio en août 2021.
Ubisoft a annoncé le 1er juin 2023 que Darryl Long deviendrait directeur général de son bureau de Toronto. Jean-François Vallée a ensuite pris ses fonctions le 1er janvier 2024.

## Jeux développés
| Titres                                                | Année | Plates-formes                                                            |
| ----------------------------------------------------- | ----- | ------------------------------------------------------------------------ |
| Assassin's Creed II (collaboration)                   | 2009  | PlayStation 3, Xbox 360, Windows                                         |
| Assassin's Creed Brotherhood (collaboration)          | 2010  | PlayStation 3, Xbox 360, Windows                                         |
| Prince of Persia : Les Sables oubliés (collaboration) | 2010  | PlayStation 3, Xbox 360, Wii, Windows, Nintendo DS, PlayStation Portable |
| Assassin's Creed Revelations (collaboration)          | 2011  | PlayStation 3, Xbox 360, Windows                                         |
| Assassin's Creed III (collaboration)                  | 2012  | PlayStation 3, Xbox 360, Windows, Wii U                                  |
| Tom Clancy's Ghost Recon Phantoms                     | 2012  | Windows                                                                  |
| Assassin's Creed IV: Black Flag (collaboration)       | 2013  | PlayStation 3, Xbox 360, Windows, PlayStation 4, Xbox One, Wii U         |
| Assassin's Creed Rogue (collaboration)                | 2014  | PlayStation 3, Xbox 360                                                  |
| Assassin's Creed Unity (collaboration)                | 2014  | PlayStation 4, Xbox One, Windows                                         |
| Assassin's Creed Syndicate (collaboration)            | 2015  | PlayStation 4, Xbox One, Windows                                         |
| Assassin's Creed Odyssey (collaboration)              | 2018  | PlayStation 4, Xbox One, Windows                                         |
| Skull & Bones                                         | 2022  | PlayStation 5, Xbox Series, Windows                                      |